# Jean-Manuel Bourgois
Pour les articles homonymes, voir Bourgois.
Jean-Manuel Bourgois, né le 25 mars 1939 à Antibes et mort le 19 février 2018 à Paris 3e, est un éditeur français.

## Biographie

### Jeunesse et études
Jean-Manuel Bourgois naît le 25 mars 1939. Il est le frère cadet de Christian Bourgois. Il obtient deux mastères à l'université Columbia.

### Parcours professionnel
Jean-Manuel Bourgois fonde la maison d'édition Édiscience en 1967, qu’il revend en 1970 au groupe McGraw-Hill.
En avril 1974, il entre aux Groupe de la Cité / CEP Communications, et devient président de Bordas en 1977. Il quitte le Groupe de la Cité en décembre 1991. Il est nommé vice-président du groupe Masson et directeur général de Belfond en juillet 1992. Il devient ensuite directeur général du groupe Libella de 2007 à 2009,.
Il a été président du syndicat national de l'édition de 1982 à 1985.